# Ecpatia
Ecpatia là một chi bướm đêm thuộc họ Erebidae.